# فانيسا بولغارين مونسالفي
فانيسا بولغارين مونسالفي (من مواليد 13 سبتمبر 1991 في ميديلين، أنتيوكيا، كولومبيا) عارضة أزياء ومحترفة تجميل كولومبية. مثلت أنتيوكيا في مسابقة ملكة جمال كولومبيا 2017 وحصلت على لقب ملكة جمال كولومبيا الدولية 2017. مثلت مسابقة ملكة جمال كولومبيا الدولية في مسابقة ملكة جمال الدولية 2017 التي عقدت في قاعة مدينة طوكيو دوم في طوكيو باليابان في 14 نوفمبر 2017.

## نشأتها
وُلدت فانيسا بولغاران في مدينة ميديلين، مقاطعة أنتيوكيا، في 13 سبتمبر 1991. ابنة كارلوس بولجارين ودليلا مونسالف خيمينيز،  درست التواصل الاجتماعي والصحافة في جامعة بونتيفيكيا بوليفاريان دي ميديلين.

## الروابط الخارجية
- فانيسا بولغارين مونسالفي على إنستغرام
- بطاقة فانيسا بولغارين في إنفورمو موديل .